# Андронов, Степан Александрович
Степан Александрович Андронов (15 сентября 1867 — 13 ноября 1937) — иерей, священномученик, местночтимый святой Украинской Православной Церкви.

## Биография
Родился 15 сентября 1867 года в с. Золочев Харьковской губернии. В 1923 году рукоположен во священники. С 1931 года проживал и служил в селе Пришиб Балаклейского района Харьковской области. 17 октября 1937 года арестован и приговорен к расстрелу. Расстрелян 13 ноября 1937 года в Харькове.

## Канонизация
22 июня 1993 года Определением Священного Синода Украинской Православной Церкви принято решение о местной канонизации подвижника в Харьковской епархии, в Соборе новомучеников и исповедников Слободского края (день памяти — 19 мая (1 июня)).
Чин прославления подвижника состоялся во время визита в Харьков 3-4 июля 1993 года Предстоятеля Украинской Православной Церкви Блаженнейшего Митрополита Киевского и всея Украины Владимира, в кафедральном Благовещенском соборе города.